# Pseudopoda rufosulphurea
Pseudopoda rufosulphurea är en spindelart som beskrevs av Jäger 200. Pseudopoda rufosulphurea ingår i släktet Pseudopoda och familjen jättekrabbspindlar.
Artens utbredningsområde är Thailand. Inga underarter finns listade i Catalogue of Life.